# Teatro Circo Barcelonés
El Teatro Circo Barcelonés (en catalán: Teatre Circ Barcelonès) funcionó de 1853 a 1944 en la ciudad de Barcelona. Estaba situado en la calle de Montserrat, números 18 y 20. Desde su reapertura en 1868, era el tercer teatro en importancia de la ciudad, después del Principal y el Liceo, por las dimensiones y la calidad de los espectáculos. Empezó como local para espectáculos de circo y ecuestres, pero pronto se centró en el teatro y obras musicales; con el tiempo, decayó y se convirtió, ya en el siglo XX, en una sala de variedades, conocida como "el Coliseo de las Variedades". En los años veinte destacaron los espectáculos de flamenco.

## Historia

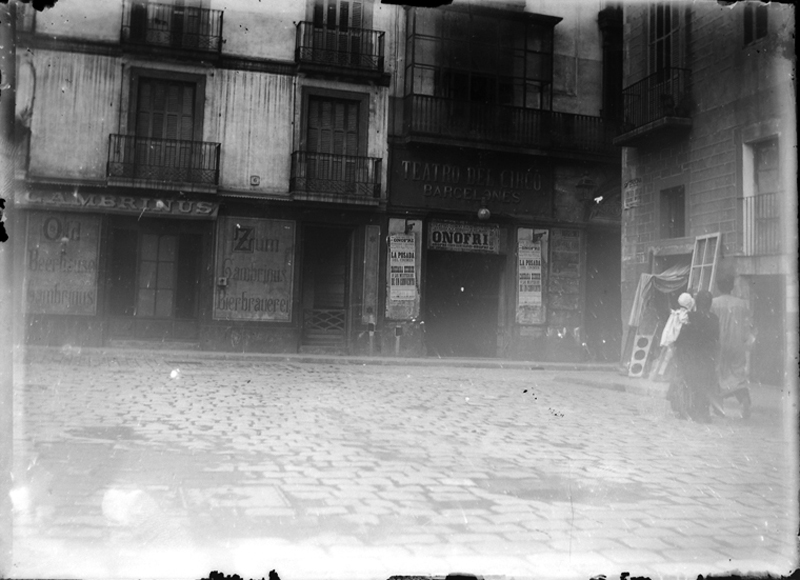
Fachada del Teatro del Circo Barcelonés

El teatro se originó en el Salón Artístico, sala de baile que se había instalado el 1852 en los jardines de la casa de un ciudadano británico llamado Kennet. Para dar cabida a otras actividades escénicas y gimnásticas, se hizo una ampliación, con proyecto de Antoni Rovira. El nuevo teatro fue inaugurado el 12 de enero de 1853 como Teatro Circo Barcelonés. La platea se podía transformar fácilmente en una pista de circo, de tierra prensada, y de aquí la denominación de "teatro-circo", puesto que se había ideado para ofrecer espectáculos de circo y ecuestres. Además de la platea, con cuatro órdenes de gradas alrededor,  había un único piso con palcos, en forma de herradura y con columnas de hierro fundido, como el resto de la estructura. El techo tenía claraboyas que dejaban pasar la claridad.
En 1854 se organizó la primera representación teatral, la zarzuela Galanteos de Venecia -con texto de Olona y música de Francisco Asenjo Barbieri. El mismo año se llevó a cabo la primera obra de teatro de verso, El zapatero y el rey, de José Zorrilla. En 1857 actuó la prestigiosa actriz italiana Adelaide Ristori, con gran éxito, lo cual hizo que la empresa cambiara el nombre del teatro por el de Teatro Ristori. El nombre no cuajó en el público, a pesar de que se mantuvo hasta el incendio de 1863, para pasar nuevamente al del Teatro-Circo, que era como le decía todo el mundo.
Poco a poco, hubo más reformas para mejorar las condiciones del local y poder hacer teatro: cambio de la cubierta, ampliación del escenario, etc. En 1861 se añadieron un segundo piso y palcos a la platea, una caja acústica al escenario, además de una nueva decoración y una rehabilitación completa de la estructura. Se encargó del proyecto el mismo Antoni Rovira, con decoración de Josep Planella.
El local se incendió el 29 de abril de 1863. Por problemas con el seguro, las obras de reconstrucción no empezaron hasta el 1865. En 1866 cambió de manos y pasó a ser propiedad de una compañía aseguradora, que acabó las obras en 1869, con un proyecto de Josep Fontserè. Inaugurado el 25 de noviembre de 1869, tenía capacidad para 2.300 espectadores, con 700 butacas en la platea y dos pisos de herradura. La decoración fue muy alabada. Tenía fachada en la calle del Mediodía. En 1888 cambió su nombre durante un breve período, denominándose Teatro de la Ópera y en 1901 empezó a funcionar como café-teatro y music-hall con el nombre de Casino de París, también durante un período breve. Expropiado, cerró las puertas el 2 de junio de 1944.

## Historia artística
Pensado en un inicio como local estable de espectáculos circences, gimnásticos y ecuestres (por ejemplo, en 1857 se instaló la compañía de circo de Price), enseguida empezó a ofrecer espectáculos teatrales, que acabaron siendo los predominantes. En un primer momento, la programación combinaba el teatro de texto con dramas románticos y comedias, y el musical, con zarzuelas y óperas (en 1861 se representaron el segundo y tercer actos de Maria di Rohan de Donizetti).
Entre los estrenos teatrales que se dieron, se pueden mencionar: el drama La Virgen de las Mercedes de Manuel Angelon (1856), Los bandoleros catalanes, o El baile de Serrallonga, primer texto teatral en catalán de Víctor Balaguer (1858) y, poco después (el mismo año), una versión castellana sobre el mismo asunto: Don Juan de Serrallonga, o Los bandoleros de las Guillerías, del mismo Balaguer. En 1861 se estrenó Don Jaime el Conquistador, de Altadill. 
Los años setenta, destacaron los estrenos de zarzuela, con obras de Eduardo Vidal musicadas por autores como Nicolau Manent (El sueño dorado, 1874; El convidado de piedra, libreto de Rafael Castillo, 1875; El pozo de la verdad, 1875) o Frederic Serra (La masovera, 1871). En 1881 se estrenó la ópera de Francisco de Paula Sánchez Gavagnach La cueva de los orbs y el 1892 se estrena otra ópera, Cristóbal Colón de Francesc Vidal i Careta. El 16 de noviembre de 1883 vio el estreno estatal de La fille lleva tambour-mayor, opereta de Jacques Offenbach estrenada en 1879 en París. En él actuaron figuras como Matilde Díez, Antonio Vico, Manuel Catalina y José Valero, los actores de mayor fama en la escena española del momento.
El 1896, la dirigente anarquista Teresa Claramunt estrenó su drama político El mundo que muere y el mundo que nace. En 1906 Eduardo Fuentes y Pablo Luna estrenan la zarzuela La corte de Júpiter, y Manuel Penella y Esteban Burés Las niñas alegres. Allí destacaron los decorados de Josep Ainaud, sobre todo para melodramas.
Durante los años veinte, fue uno de los principales centros del flamenco en Barcelona, sobre todo bajo la dirección de Juanito El Dorado, él mismo guitarrista. Actuaron en 1925, José Cerero, Manuel Vallejo, Angelillo, Caracol, Juanito Varea, Niño de Marchena, Niño de Linares, Fanegas, Niño de las Moras; en 1926, Antonio Chacón, Manuel Vallejo, Guerrita, Niño de Almadén, Angelillo, Varea, Chato de Valencia; en 1927, Marchena Angelillo, Niño de las Marianas, Palanca, Ciega jerezana. Los años siguientes,  actuaron nombres como Marchena, Caracol, Bernardo lo de los Lobitos, Sevillano y, ya en treinta, Niña de los Peines, Cojo de Málaga, Manuel Torre, Pepe Pinto, Carbonerillo, etc.
El 1937, se  instaló, promovido por la CNT, el Teatro del Pueblo, dirigido por el anarquista argentino Rodolfo Sánchez Pacheco, que representó ¡Venciste, Monakotf!, de Isaac Steimberg, en versión de Cristóbal de Castro.

## Otras actividades
Del 16 al 26 de junio de 1870 se celebró al Teatro Circo Barcelonés el Congreso Obrero de 1870, primer congreso de la Federación Regional Española de la AIT, con delegados llegados de todas partes y presididos por Rafael Farga. En el Teatro Circo tenía su taller el escenógrafo Salvador Alarma. Por él pasaron sus discípulos, que entre 1870 y 1930, configuraron una etapa importante de la escenografía artística catalana.

## Programación
- 1930, 8 de mayo. La Ciudad original de Ángel Pestaña. Por la compañía de Joaquim Gibert. Primer actor: Josep Claramunt.